# (They Long to Be) Close to You
A (They Long to Be) Close to You Burt Barbarach és Hal David szerzeménye, melyet először Richard Chamberlain adott elő 1963-ban. A szám legismertebb verziója azonban a The Carpenters előadásában született 1970-ben.